# یونیورسیتی پارک (ایلینوی)
یونیورسیتی پارک (به انگلیسی: University Park) یک روستا در ایالات متحده آمریکا است که در ایلینوی قرار دارد. یونیورسیتی پارک ۲۷٫۹۱ کیلومتر مربع مساحت و ۷٬۱۲۹ نفر جمعیت دارد.